# Miramella irena
Miramella irena är en insektsart som först beskrevs av Hans Fruhstorfer 1921.  Miramella irena ingår i släktet Miramella och familjen gräshoppor. IUCN kategoriserar arten globalt som sårbar. Inga underarter finns listade i Catalogue of Life.

## Bildgalleri

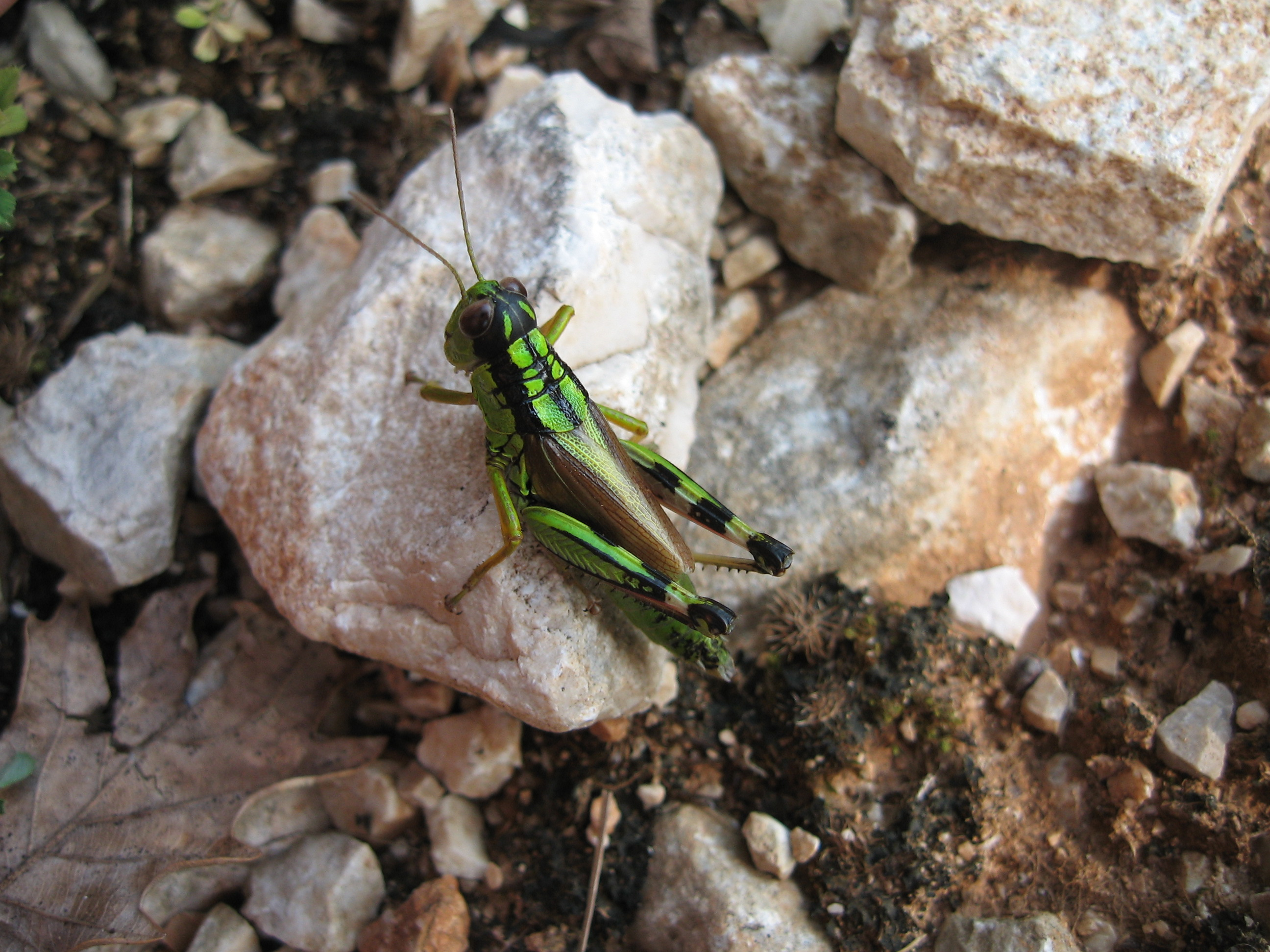